# Jordan Goudreau
Jordan Guy MacDonald Goudreau (30 de julio de 1976) es un mercenario canadiense-estadounidense que se atribuyó la responsabilidad de organizar la incursión de la bahía de Macuto en territorio venezolano el 3 de mayo de 2020. Es el propietario y operador de una empresa de seguridad privada con sede en Florida llamada Silvercorp USA, que creó en 2018. El sitio web de Silvercorp describió a Goudreau como un "veterano de las Fuerzas Especiales de Irak y Afganistán altamente condecorado". Goudreau sirvió anteriormente en las Fuerzas Armadas Canadienses y las Fuerzas Especiales del Ejército de Estados Unidos.

## Primeros años
Goudreau se crio en una familia de clase media en las afueras de Calgary, Alberta.Los amigos de la infancia dijeron que era competitivo, disfrutaba jugando videojuegos y veía películas de kung fu. El padre de Goudreau declaró que tenía "una familia llena de militares", que incluía al abuelo y al bisabuelo de Goudreau. Posteriormente asistió a la Universidad de Calgary de 1994 a 1998 donde estudió informática..

## Carrera militar
Después de terminar la universidad, Goudreau sirvió en las Fuerzas Armadas Canadienses, pero deseaba alistarse en las Fuerzas Armadas de los Estados Unidos ya que buscaba una carrera militar más desafiante. Se mudó a Washington D. C. y se alistó en el Ejército de los Estados Unidos unos meses antes de los ataques del 11 de septiembre en la ciudad de Nueva York, y finalmente alcanzó el rango de Sargento de Primera Clase en el 10.º Grupo de Fuerzas Especiales.
La documentación muestra que Goudreau enfrentó meses de combate mientras estaba desplegado y sufrió una conmoción cerebral y lesiones en la espalda durante un accidente de paracaidismo en agosto de 2014. Luego de este incidente, se le concedió la jubilación médica en 2016, recibiendo pagos por incapacidad luego de su baja del ejército. Tras su jubilación, Goudreau se naturalizó en los Estados Unidos.

## Silvercorp USA
En febrero de 2019, Silvercorp brindó servicios de seguridad en Venezuela Aid Live, lo que resultó en que Goudreau dirigiera su atención a Venezuela. Según Drew White, un ex socio comercial de Silvercorp, Goudreau vio una oportunidad para derrocar a Maduro cuando la administración Trump se centró en sacar a Maduro del poder.
Goudreau finalmente se reunió con funcionarios del disputado líder venezolano Juan Guaidó en octubre y noviembre de 2019, donde llegaron a un acuerdo inicial sobre los planes para una operación armada en Venezuela para capturar a Maduro, pero las dos partes supuestamente se separaron después de desacuerdos.
El 3 de mayo de 2020, Goudreau publicó un video junto al ex oficial de la Guardia Nacional Bolivariana (GNB) Javier Nieto Quintero, reivindicando la responsabilidad de una incursión armada en territorio venezolano por "tierra y mar", que dijo se llamó "Operación Gedeón" (Operation Gideon), que involucró 60 soldados, incluidos dos exmiembros de las Fuerzas Especiales del Ejército de los Estados Unidos. Goudreau dijo que buscó el respaldo del gobierno de Estados Unidos para su operación, pero afirma que no tuvo éxito. El gobierno venezolano dijo que las fuerzas de seguridad habían frustrado una "incursión marina" de "mercenarios terroristas" de la vecina Colombia en el estado de La Guaira, matando a ocho personas y capturando a otras dos. La televisión estatal mostró imágenes de armas capturadas, documentos peruanos y uniformes blasonados con una bandera estadounidense.
Goudreau y Javier Nieto Quintero, identificado como capitán retirado de las fuerzas armadas venezolanas, publicaron ese mismo día un video en el que se atribuye la responsabilidad del ataque. Al día siguiente, Goudreau afirmó que dos de los hombres capturados eran ciudadanos estadounidenses, Airan Berry y Luke Denman, ambos ex boinas verdes, fueron capturados en su embarcación tipo "peñero" por un pescador. El líder opositor Juan Guaidó ha negado cualquier vínculo con la operación.
El gobierno venezolano afirmó que Estados Unidos y su Administración de Control de Drogas (DEA) eran responsables de la operación y tenían el apoyo de Colombia. Goudreau afirmó que Guaidó y dos asesores políticos habían firmado un contrato con él por 213 millones de dólares en octubre de 2019.
El 8 de mayo de 2020, el fiscal general venezolano Tarek William Saab solicitó la extradición de Goudreau de Estados Unidos, junto con dos políticos de la oposición venezolana, Juan José Rendón y el diputado exiliado Sergio Vergara, para el "diseño, financiamiento y ejecución" del plan para derrocar a Nicolás Maduro.